# Tisens
Tisens (italià Tesimo) és un municipi italià, dins de la província autònoma de Tirol del Sud. És un dels municipis del districte de Burggrafenamt. L'any 2007 tenia 1.824 habitants. Comprèn les fraccions de Gfrill (Caprile), Grissian (Grissiano), Naraun (Narano), Platzers (Plazzoles), Prissian (Prissiano) i Schernag. Limita amb els municipis de Gargazon (Gargazzone), Lana, Nals (Nalles), St. Pankraz (San Pancrazio), i Unsere Liebe Frau im Walde-St. Felix (Senale-San Felice).

## Situació lingüística
| Pertinença lingüística (cens 2001) | 98,47% alemany |
| Pertinença lingüística (cens 2001) | 1,35% italià   |
| Pertinença lingüística (cens 2001) | 0,18% ladí     |

## Administració

Territori comunal

| Període | Identitat          | Partit |
| ------- | ------------------ | ------ |
| 2004-   | Thomas Anton Knoll | SVP    |